# Interstellar Space
Interstellar Space ist eines der letzten Studioalben des Saxophonisten John Coltrane. Es entstand am 22. Februar 1967, knapp sechs Monate vor seinem Tod im Jahr 1967 im Duett mit Schlagzeuger Rashied Ali. Es wurde im Jahr 1972 von Impulse! Records posthum auf LP veröffentlicht. Das Album enthält eine durch das Duo interpretierte vierteilige Suite, deren Stücke nach Planeten unseres Sonnensystems benannt sind.

## Die Aufnahmen aus dem Coltrane-Nachlass
Nach Coltranes Tod am 17. Juli 1967 begann Impulse! Records nacheinander Alben mit Coltranes Musik zu veröffentlichen; Ende 1967 erschien zunächst Expression (AS 9140), im Sommer 1968 schließlich das Album Om. In dieser Zeit bemerkte Bob Thiele einen weiteren Titel auf dem Markt, Cosmic Music, erschienen auf dem neuen, kurzlebigen Coltrane Records-Label von Coltranes Witwe Alice Coltrane, der zwei Coltrane-Aufnahmen aus dem Jahr 1966 sowie zwei Quartett-Stücke enthielt, die von ihr geleitet wurden. Diskussionen innerhalb der Geschäftsleitung von ABC-Paramount führten dazu, der Coltrane-Witwe einen Kompromiss anzubieten: Cosmic Music und weiteres unveröffentlichtes Material des verstorbenen Saxophonisten würden bei Impulse! erscheinen; gleichzeitig konnte Alice Coltrane ihre Alben unter eigenem Namen bei Impulse! Records veröffentlichen; ihr erstes Album bei dem Label war dann 1968 A Monastic Trio (AS-9156).
In der Folge erschienen bis zum Ende des ursprünglichen Impulse-Labels 1977 eine Reihe von bislang unveröffentlichtem Material aus dem Nachlass, so 1970 Transition (AS-9195), 1971 Sun Ship (AS-9211), 1972 Infinity (AS-9225) und schließlich im September 1974 das Duo-Album Interstellar Space (ASD 9276).

## Die Musik des Albums

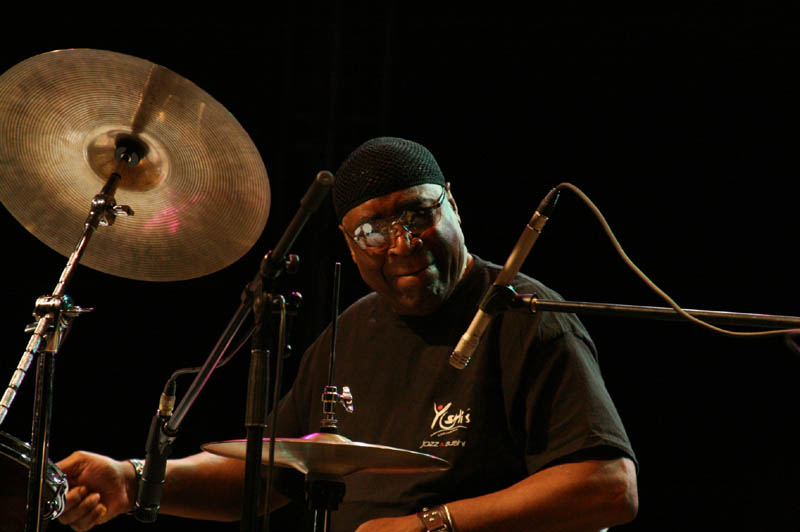
Rashied Ali

Die Aufnahmen zu Interstellar Space zählen zu Coltranes letzten Studiosessions; in der Zeit nach den Aufnahmen vom Februar/März 1967, die später auf Expressions veröffentlicht wurden, war Coltrane bis zu seinem Tod im Juli 1967 zwar noch mehrfach im Studio. Bis heute wurden aber lediglich die Live-Mitschnitt seines Konzertes im New Yorker Olatunji Center vom April 1967 veröffentlicht (The Olatunji Concert: The Last Live Recording).
Das Album enthält nach den Namen der Planeten benannte Saxophon-Schlagzeug-Duette. Absicht des Saxophonisten sei „eine stärkere Betonung des rhythmischen Elements und ein Spiel, das frei von harmonischen und tonalen Zwängen ist,“ so die Coltrane-Biographen Filtgen und Außerbauer zu diesen späten Aufnahmen.
„Mars“ sei ein „Schlachtfeld unter den kosmischen Giganten, mit breit einschlagenden Bläsertönen und einem dichten Spiel des Perkussionisten.“ Es werde „mit einer Rasanz“ gespielt, die es unmöglich mache, „einzelne Töne zu unterscheiden“, so Filtgen/Außerbauer, es entstehe dabei „ein Klanggemisch, das den Eindruck vermittelt, dass es sich um ein Instrument handelt, welches die Möglichkeit eines zugleich rhythmisch wie auch melodischen Spieles bietet“.
Das folgende „Venus“ ist vergleichsweise ruhiger angelegt; nach einem Vorspiel von Rashied Ali bläst Coltrane eine lange melodische Linie, die deutlich auf den Titel Bezug nimmt. Sein Spiel im nächsten Titel „Jupiter“ ist ähnlich aufgewühlt wie in „Mars“; Ali spielt hier jedoch zurückhaltender, „jedoch mit einer technischen Brillanz, die ihn sicher unter die Elite der Jazz-Schlagzeuger einreiht.“
Das letzte Stück des Albums „Saturn“ beginnt mit einem Schlagzeugsolo; Coltrane „baut hier sein Solo mehr auf melodische Linien, von gelegentlichen rhythmischen Einwürfen unterbrochen, auf, immer nach einem höheren Ton greifend. Strukturschaffend verwendet er hier das Sequenzprinzip, d. h., er spielt Tonfolgen in unterschiedlichen Tonhöhen, verschiebt Phrasen als Ganzes um Intervalle, um sie so melodisch und klanglich von mehreren Seiten zu beleuchten. Nach seinem entfesselten Tenorsolo endet das Stück, wie es begonnen hatte, mit Rashied Ali.“

## Titel
1. Mars – 10:41
2. Venus – 8:28
3. Jupiter – 5:22
4. Saturn – 11:33
5. Leo (*) – 10:53
6. Jupiter Variation (*) – 6:44

(*) nur auf CD

## Bewertung/Wirkungsgeschichte des Albums
Das Werk wurde nach seiner Veröffentlichung 1974 exemplarisch für weitere Schlagzeug/Saxophon-Duos, die seither aufgenommen wurden; insbesondere der Avantgarde-Jazz-Musiker Andrew Cyrille ist stark von diesen Aufnahmen beeinflusst.
Die Kritiker Richard Cook und Brian Morton, die in ihrem Penguin Guide to Jazz das Album mit der Höchstnote bewerteten, nennen es „ein letztes Meisterwerk“ und das „reinste Klang-Experiment unter all seinen Alben“. Die Coltrane Biographen Filtgen und Außerbauer resümieren, dass Coltrane mit Interstellar Space „Musik von hoher Reife und Aussagekraft“ gespielt habe.
1998 spielten der Gitarrist Nels Cline und der Schlagzeuger Gregg Bendian für Atavistic die vier Stücke der Suite ein (Interstellar Space Revisited: The Music of John Coltrane).

## Editorische Anmerkungen
Cook und Morton merken an, dass Interstellar Space beim Impulse-Label und seinen verschiedenen Eigentümern lange vergriffen war. Die bei der gleichen Session entstandenen Titel Leo und Jupiter Variations wurden 1978 auf der von Michael Cuscuna betreuten Coltrane-Kompilation The Mastery Of John Coltrane, Vol. 3 - Jupiter Variation (Impulse IA 9360) mit weiterem Material aus dem März 1967 (Number One) und dem Februar 1966 (Peace on Earth) veröffentlicht. Auf der CD-Ausgabe von Interstellar Space wurden erstmals alle Titel, die am 22. Februar 1967 eingespielt wurden, vereint.

## Zitat
„Die Art und Weise, wie Rashied Ali spielt, erlaubt dem Solisten ein Maximum an Freiheit. Ich kann zu jeder Zeit irgendeine Richtung wählen und mir dabei sicher sein, dass das mit dem übereinstimmt, was er spielt.“